# Оптическая труба ПО-1

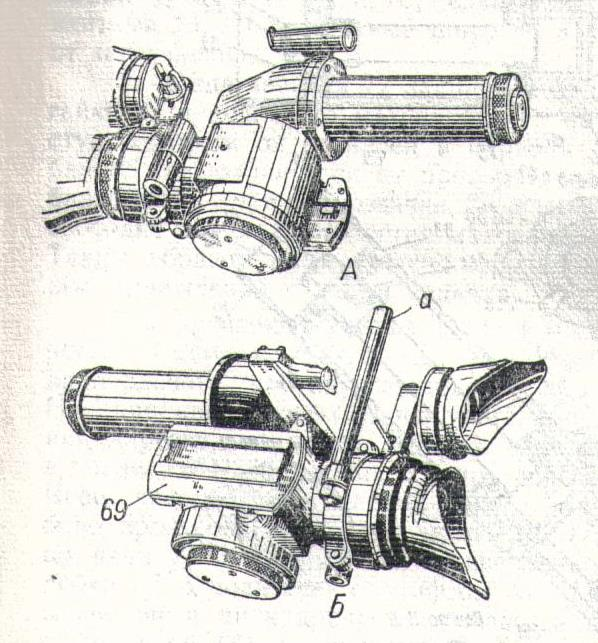
Оптическая труба ПО-1 с державкой раннего образца (обр. до 1942 г.)

Оптическая труба ПО-1 предназначена для наводки орудия на цель при стрельбе прямой наводкой. Она применяется также при ориентировании орудия.
Прицельная зрительная труба является оптическим визиром зенитного орудия, предназначена для наводки его при стрельбе по штурмовой авиации и наземным целям при самообороне.
Прицельная зрительная труба ПО-1 представляет собой монокулярный телескопический прибор.

## Основные данные прибора

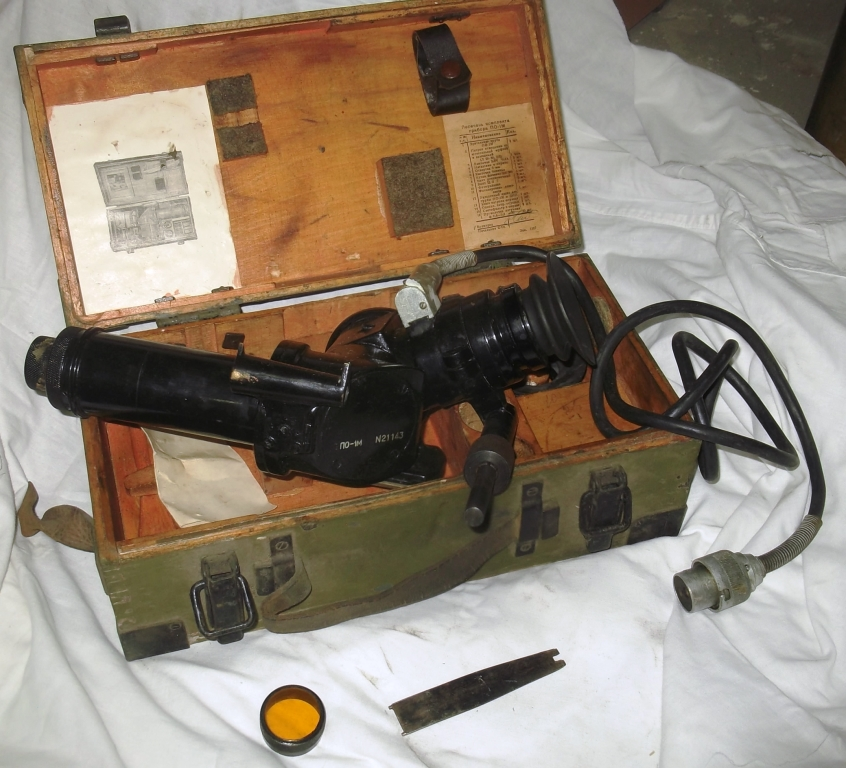
Прицел ПО-1М в деревянном ящике с подсветкой, светофильтром и ключом для патрона осушки.

## Основные данные прибора[2]

### Оптические
Увеличение . . .5х
Поле зрения . . . 14°
Размеры выходного зрачка . . . 3,8х4 мм
Удаление выходного зрачка . . . 18 мм

### Габаритные
Длина прибора . . . 307 мм
Ширина прибора . . . 158 мм
Высота прибора . . . 108 мм
Длина укладочного ящика . . . 335 мм
Ширина укладочного ящика . . . 175 мм
Высота укладочного ящика . . . 122 мм

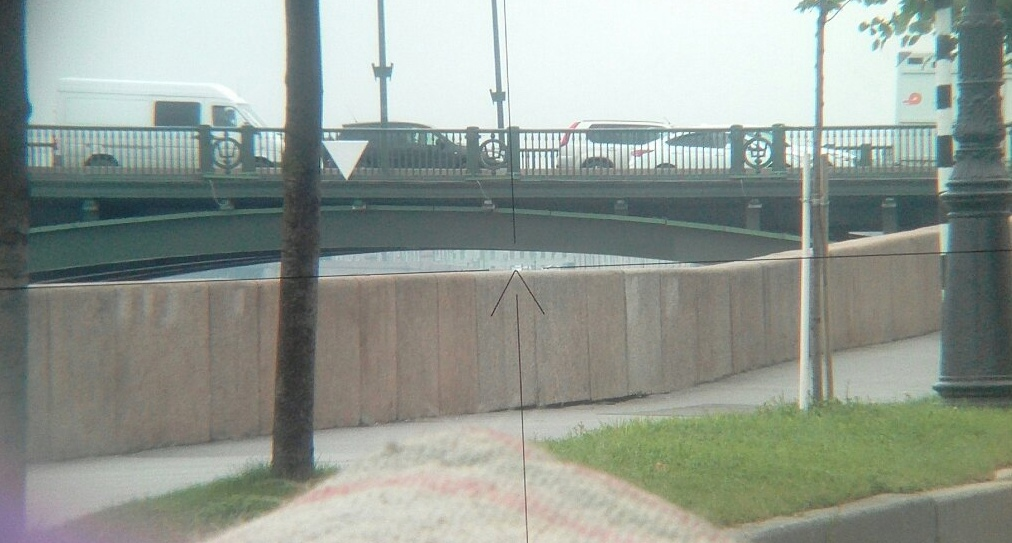
Вид через оптическую трубу ПО-1М1 на Биржевой мост (расстояние до моста 170 м, СПб).

### Весовые
Вес прибора с системой освещения . . . 4.1 кг
Вес прибора в походном положении (в ящике) . . . 6.8 кг
Вес укладочного ящика . . . 2,54 кг
Вес системы освещения . . . 0,25 кг

## Назначение оптической трубы
Оптическая труба ПО-1 использовалась для наводки не только 85-мм зенитной пушки 52-К и всех последующих её модификаций (КС-1, КС-12 и т.д.), но и более ранних орудий: 76-мм зенитных пушек обр. 1931 г. и обр. 1938 г. Внешне данные прицелы неотличимы и не имеют различий в устройстве и комплектности. Единственное отличие — надпись на крышке корпуса. У прицелов 76-мм зенитных пушек нанесена соответствующая надпись. Однако с появлением 85-мм зенитной пушки надписи о принадлежности к конкретному типу орудия наносить перестали и прицелы ПО-1 фактически стали едиными и унифицированными для всех трёх типов орудий. Труба ПО-1 представляет собой коленчатую трубу, имеющую две основные части — объективную и окулярную, связанные между собой корпусом. Корпус прибора представляет собой фигурную латунную отливку, к нижней части которой привинчены латунные салазки, крепящие трубу в пазу механического прицела орудия. Тип салазок — «ласточкин хвост». Слева корпус закрыт стальной крышкой, на которой выгравированы шифр прибора, марка завода-изготовителя и номер прибора.

## Орудия использующие ПО-1
76-мм зенитная пушка обр. 1931 г.
76-мм зенитная пушка обр. 1938 г.

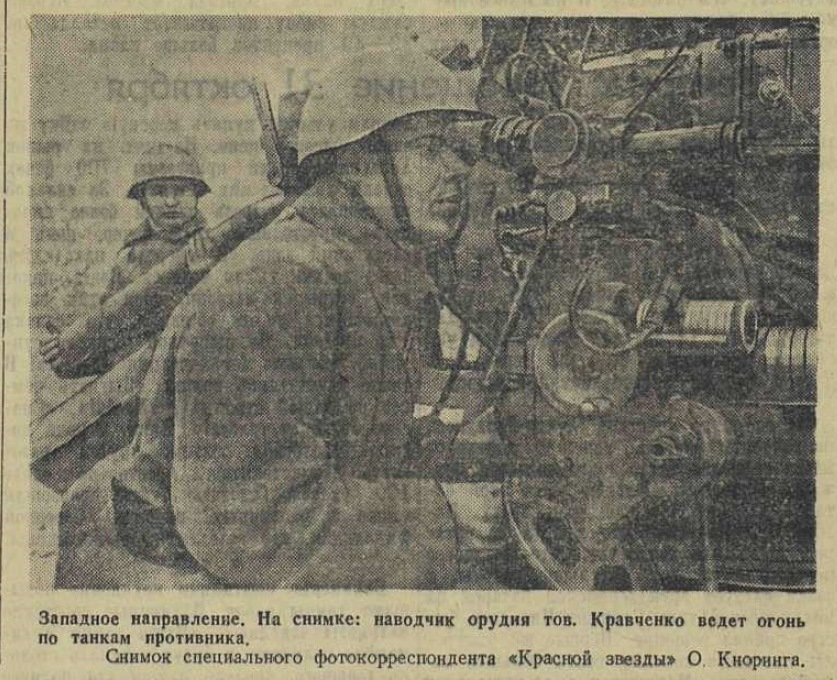
Наводчик смотрит в прицел ПО-1 для стрельбы по танкам из 85-мм зенитной пушки, 1941 г.

85-мм зенитная пушка обр. 1939 г. 52-К
85-мм зенитная пушка обр. 1944 г. КС-1
85-мм зенитная пушка обр. 1939 г. КС-12
100-мм зенитная пушка КС-19

## Комплект прибора
В комплект прибора (на примере оптической трубы ПО-1М1, отличия от труб ПО-1 и ПО-1М указаны ниже) входят: основные части, запасные части, инструмент, принадлежность и документация в следующем составе:
Основные части (по 1 шт.): прицельная зрительная труба, система освещения, чехол, укладочный ящик.
Запасные части: винт регулировочный (2 шт.), винт поджимной (М3х6, 2 шт.), лампочка (2,5 В, 0,45 А, 5 шт.), наглазник (1 шт.), проволока (диаметром 0,6-0,8 мм, 10 шт.), патрон постоянной осушки в стакане (1 шт.).
Инструменты: отвёртка 5-мм (1шт.), ключ патрона постоянной осушки (1 шт.).
Принадлежности:  кисточка беличья (1 шт.), салфетка 310х290 (1 шт.), светофильтр в оправе (2 шт.).
Документация: формуляр прибора ПО-1М1 (1 шт.)
Комплектность каждого прибора указывается в формуляре и в перечне прибора.

## Модификации
Оптическая труба ПО-1 выпускалась в неизменном виде примерно до 1942 года. Трубы более позднего изготовления имеют следующие отличия:

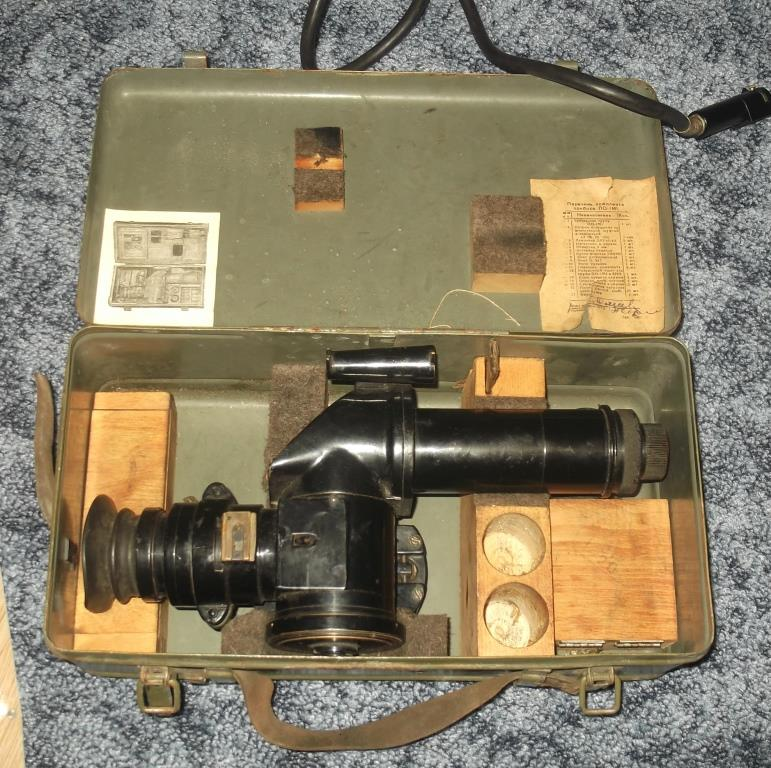
Оптическая труба ПО-1М1 в ящике (комплектующие отсутствуют).

### Оптическая труба ПО-1М
Оптическая труба ПО-1М (выпускалась с 1942 по 1952 год) имеет отличия:
- введена новая державка оптического прицела;
- объектив состоит из двух линз, помещённых в одну оправу, вместо трёх;
- при выверке нулевой линии прицеливания вращение оправы клина можно производить от руки за накатную часть оправы; в связи с чем из комплекта оптической трубы изъят специальный ключ для вращения оправы;
- изъята подвеска со светофильтрами; взамен неё сделаны два насадных светофильтра; при использовании светофильтр надевается на оправу выверочного клина; В схему оптической трубы ПО-1 со слепым наглазником (до 1942 г.) введён патрон постоянной осушки (капсула с силикагелем) прибора, который крепится в том же месте, где ранее находилась подвеска светофильтров; в связи с чем введена заглушка, ввинчиваемая взамен патрона, и специальный ключ для закрепления патрона или заглушки;
- устранена установка на резкость, то есть, окуляр в кронштейне крепится неподвижно;
- снят левый (слепой) наглазник с кронштейном;
- к укладочному ящику сбоку прикреплён ремешок для удобства извлечения ящика из гнезда.

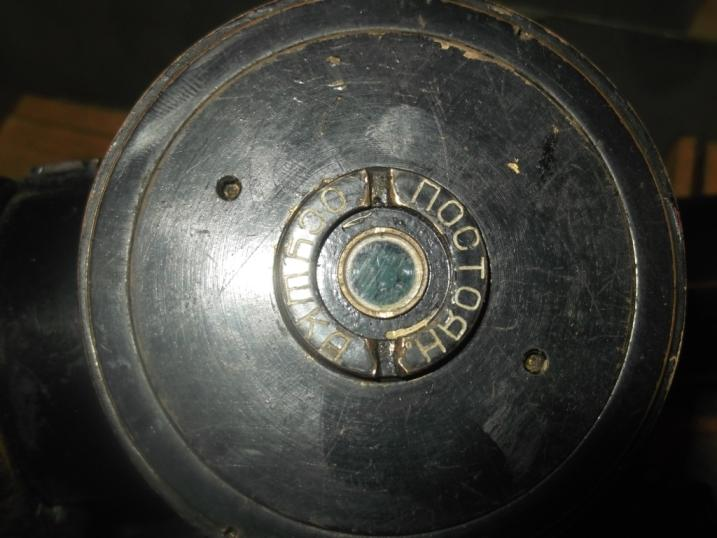
Патрон постоянной осушки в прицеле ПО-1М1. Силикогель высушен и имеет синеватый цвет. По мере насыщения влагой становится бледно розового (прозрачного) цвета.

### Оптическая труба ПО-1М1
Оптическая труба ПО-1М1 (выпускалась с 1952 года, сама труба ПО-1М1 отличий от трубы ПО-1М практически не имеет и изменения касались в основном комплектующих):
- в патрон постоянной осушки введено стекло для наблюдения за состоянием абсорбента (силикагеля; контролируется изменение цвета по мере насыщения влагой);
- в комплект прибора введён запасной патрон постоянной осушки в стакане;
- деревянный ящик заменён на металлический;
- добавлен чехол для прибора.